# 渡辺勝彦 (予備校講師)
渡辺 勝彦（わたなべ かつひこ）は日本の予備校講師である。
高校教師や大手予備校の講師を経て、現在は東進ハイスクールで英語科専任講師を務める。兵庫県加古川市出身。

## 著書
学習参考書＜大学受験（東進ブックス）＞
- 『名人の授業シリーズ 渡辺の基礎から受験までとことんわかる英文法 上』（ナガセ、2011年）
- 『名人の授業シリーズ 渡辺の基礎から受験までとことんわかる英文法 下』（ナガセ、2012年）

学習参考書＜大学受験（その他出版社）、中学受験＞
- 『夢をかなえる速読英語長文』（学習研究社、2010年）[1]